# Ashbury Heights
Ashbury Heights är en svensk synthpopgrupp som består av bl.a. Anders Hagström (programmering, sång, text).

## Karriär
Anders Hagström och Yasmine Uhlin träffades i november 2005. Hagström och Uhlin skickade i februari 2006 ut en demo till 32 olika skivbolag. Två dagar senare skrev de kontrakt med bolaget Out of Line records.
I oktober 2007 släpptes deras första album Three Cheers for the Newlydeads som är mixat av John Fryer. Under 2008 har bandet bland annat spelat på Wave Gotik Treffen och Amphi Festival.
I november 2008 valde sångaren Yasmine Uhlin att lämna bandet efter en turné i Tyskland. Hon ersattes av sångaren och modellen Kari Berg fram till 2010.
Hösten 2010 lades bandet ner efter en konflikt med skivbolaget.
Konflikten löstes 2011 varvid Ashbury Heights återupptog samarbetet med Out of Line. Det dröjde dock till 2013 innan Hagström hittade en ny sångare i form av modellen och burlesqueartisten "Tea F. Thimé" (kriminologen Tea Fredriksson), som dock slutade i bandet 2019.

### Album
- Three Cheers for the Newlydeads (2007) (Out Of Line Music, OUT 280)
- Take Cair Paramour (2010) (Out Of Line Music)
- Origins (2010) (Out of Line Music)
- The Looking Glass Society (2015) (Out of Line Music)
- The Victorian Wallflowers (2018) (Out of Line Music)

### Singlar / EPs
- Parliament Of Rooks EP (2006) (självutgiven)
- "Cry Havoc" (2006) (Out of Line Music)
- Morningstar In A Black Car EP (2008) (Out Of Line Music, OUT 303)